# Iodanthus pinnatifidus
Iodanthus pinnatifidus ist die einzige Pflanzenart der Gattung Iodanthus innerhalb der Familie der Kreuzblütengewächse (Brassicaceae). Sie kommt in Nordamerika vor. In ihrem Verbreitungsgebiet wird sie mit den englischen Trivialnamen „Purplerocket“ oder „Violetrocket“ bezeichnet.

## Merkmale

### Vegetative Merkmale
Iodanthus pinnatifidus ist eine ausdauernde krautige Pflanze mit 3 bis 8 (bis 10) Dezimeter langen, distal verzweigten Trieben. Das Wurzelsystem ist durch Ausbildung einer Pfahlwurzel gekennzeichnet.
Die kahlen Blätter sind sowohl grundständig als auch am Stängel angeordnet. Die nicht rosettigen grundständigen Blätter sind gestielt; die Blattränder können gelappt sein. Die wechselständigen Stängelblätter sind in niederen Bereichen gestielt und fiedrig gelappt geflügelt, in höheren Pflanzenabschnitten jedoch sitzend angelegt. Die 4 bis 12 (3 bis 15) Zentimeter × 20 bis 55 (12 bis 70) Millimeter messenden Blattspreiten zeigen eine lanzettliche, eiförmige, elliptische oder längliche Form. Sie verschmälern sich zum Blattgrund hin keilförmig spitz zulaufend und bilden Blattöhrchen. Die Spreitenspitze ist zu- oder angespitzt. Die Blattränder zeigen sich gezähnt oder gesägt und selten fast ganzrandig.

### Generative Merkmale
Die Blüten von Iodanthus pinnatifidus stehen in lockeren traubigen Blütenständen. Sie verlängern sich mit der Fruchtbildung beträchtlich. Jede Blüte ist etwa 0,8 Zentimeter breit. Die vier bleichvioletten 3 bis 6 × 1 bis 1,5 Millimeter messenden Kelchblätter sind unbehaart oder unterhalb der Spitze fein behaart. Die vierzähligen 7 bis 12(bis 14) × 1,5 bis 2,5(bis 3) Millimeter großen Kronblätter sind somit deutlich länger als die Kelchblätter. Sie sind spatelförmig, genagelt und violett, rosa oder weiß gefärbt. Die vierzähligen  Staubblätter bestehen aus den 3 bis 6 Millimeter langen Staubfäden und den 2 bis 2,5 Millimeter langen Staubbeuteln. Die mittleren Nektardrüsen fließen mit den seitlich ringförmig angeordneten Drüsen zusammen. Die Fruchtbildung erfolgt in sparrigen, spreizenden bis zu aufsteigenden, selten aufrechten Schoten mit Ausmaßen von 2 bis 3,5(1,5 bis 4) Zentimeter × 1 bis 1,5 Millimeter. Sie sind sitzend oder kurz gestielt angeordnet und linealisch, stielrund zylindrisch und glatt gestaltet. Der Griffel ist (1 bis)2 bis 4 Millimeter lang und die Narbe kopfig ausgebildet. Im Fruchtknoten sind 22 bis 36 Samenanlage enthalten. Jede oft violett gefärbte Schote enthält eine einzelne Reihe von länglichen Samen.

## Verbreitung
Iodanthus pinnatifidus ist in zentral- und südöstlichen Bundesstaaten der USA auf Höhenlagen von 50 bis 300 Meter verbreitet.

## Systematik
Iodanthus pinnatifidus ist die einzige Art der monotypischen Gattung Iodanthus im Tribus Cardamineae der Kreuzblütengewächse (Brassicaceae). Als Synonyme für Iodanthus pinnatifidus (Michx.) Steud. werden Hesperis pinnatifida Michx., Arabis hesperidoides (Torr.& A.Gray) A.Gray, Cheiranthus hesperidoides Torr.& A.Gray, Iodanthus hesperidoides (Torr. & A.Gray) Torr. & A.Gray und Thelypodium pinnatifidum (Michx.) S.Watson genannt.